# ソユーズTM-22
ソユーズTM-22 (Союз ТМ-22 / Soyuz TM-22) は、宇宙ステーション・ミールへの往来を目的とした、23回目の有人ミッションである。コールサインは「ウラーン」。
バイコヌール宇宙基地から打ち上げられ、1995年9月5日にその前日までプログレスM-28が接続されていたクバント2モジュールにドッキングした。

## 乗組員
- ユーリー・ギジェンコ (1) -  ロシア
- セルゲイ・アヴデエフ (2) -  ロシア
- トーマス・ライター (1) - 欧州宇宙機関  ドイツ